# Lorenzo Álvarez Capra
Lorenzo Alvarez Capra (1848 - 1901), foi um arquiteto espanhol.

## Obra
A obra arquitetônica de Lorenzo Capra partiu de um ecletismo com forte influência francesa, até chegar no estilo neomudéjar, tipicamente madrilheno, com elementos decorativos de inspiração medieval.
Suas obras mais importantes em Madri foram:
- Palácio do Marquês de Mudela.
- Praça de touros de Goya,[1]  em parceria com Emilio Rodríguez Ayuso.
- Igreja da Paloma.

Capra também colaborou no projeto de construção do Banco da Espanha, além de projetar várias residências.